# Koh Suk-Chang
Koh Suk-Chang (nascut el 14 de juny de 1963), és un exjugador d'handbol sud-coreà, que va competir als Jocs Olímpics d'Estiu de 1984 i als Jocs Olímpics d'Estiu de 1988.
El 1984 fou membre de la selecció de Corea del Sud que acabà en onzè lloc a les olimpíades de 1984. Hi va jugar tots sis partits, i marcà dotze gols.
Quatre anys més tard, a l'Olimpíada de 1988 hi va guanyar la medalla d'argent amb la selecció de Corea del Sud. Hi va jugar tots sis partits, i hi va marcar vuit gols.